# Clara Menéres
Maria Clara Rebelo de Carvalho Menéres (Braga, 22 de agosto de 1943 — Lisboa, 10 de maio de 2018) foi uma escultora e professora portuguesa.
Autora de uma obra desassombrada e fora do comum, Clara Menéres marcou várias correntes ao longo da sua carreira, "desde a arte feminista e erótica nos anos 1960 e 1970, à arte religiosa nos últimos anos, tendo trabalhado em pedra, plástico, metal, néon e bordados, entre muitos outros materiais".

## Biografia

Jaz morto e arrefece o menino de sua mãe, 1973 (escultura)

Clara Menéres nasceu na Casa de Vilar, em São Vítor, Braga. Estudou escultura na Escola Superior de Belas-Artes do Porto, onde foi aluna de Salvador Barata Feyo, Lagoa Henriques e Júlio Resende, tendo concluído a licenciatura em 1968 com a apresentação do trabalho A Menina Amélia que vive na Rua do Almada.
Expôs individualmente pela primeira vez em 1967. Foi bolseira da Fundação Calouste Gulbenkian em Paris de 1978 a 1981 e de 1988 a 1990, nos Estados Unidos.  Doutorou-se na Universidade de Paris VII em 1983; foi Research Fellow do Center for Advanced Visual Studies do MIT (Instituto de Tecnologia de Massachusetts) entre 1989 e 1991.

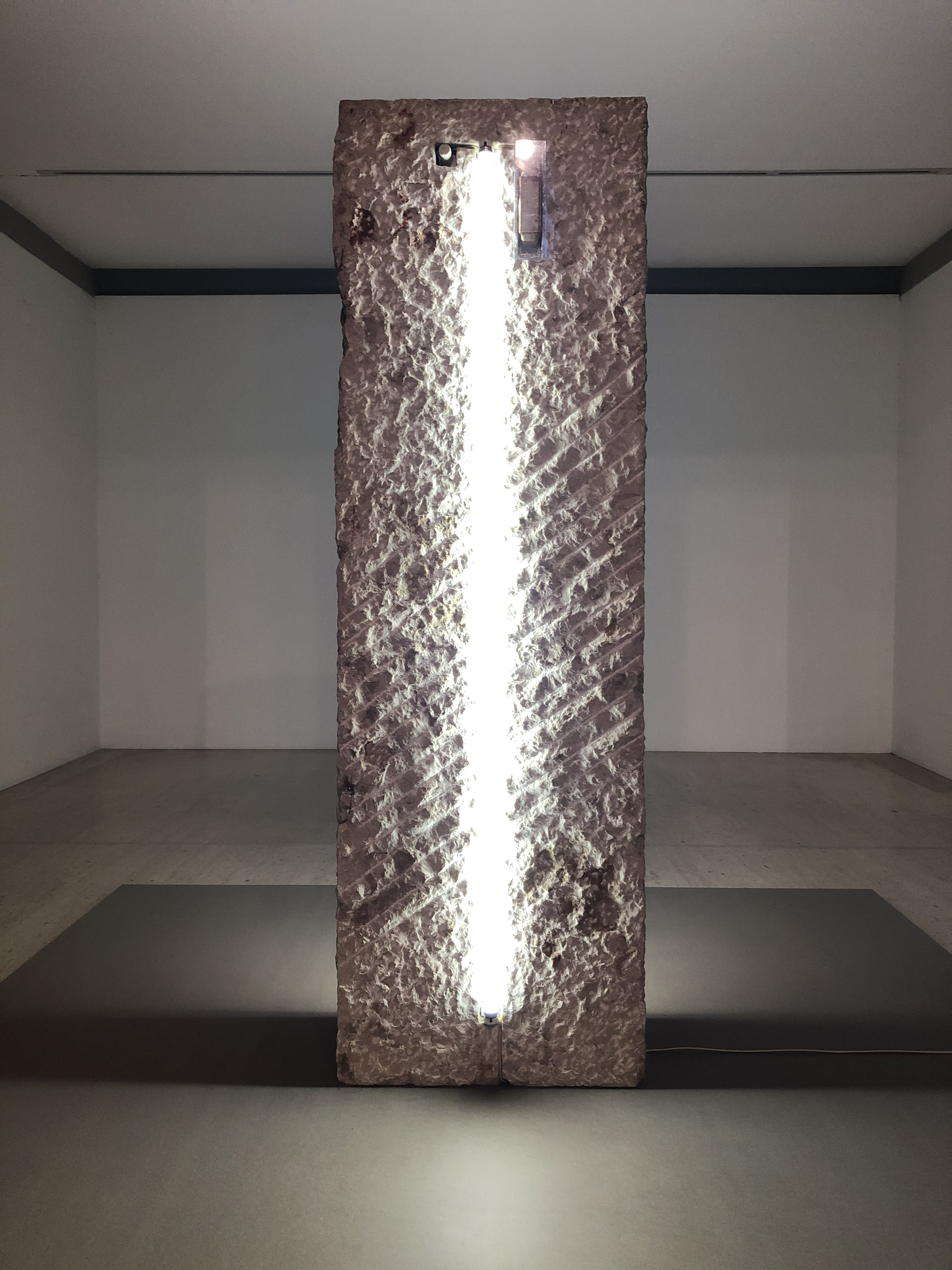
Clara Meneres (1943-2018) Lapis Cognitionis 1987 em exposição na Coleção Moderna da Fundação Calouste Gulbenkian, dezembro 2019.

Iniciou a atividade pedagógica na Escola Superior de Belas-Artes do Porto; entre 1971 e 1996, foi professora na Escola Superior de Belas-Artes de Lisboa (atual Faculdade de Belas-Artes da Universidade de Lisboa), onde exerceu o cargo de Presidente do Conselho Diretivo de 1993 a 1996; foi Professora Associada e, depois, Professora Catedrática na Universidade de Évora, onde lecionou de 1996 a 2007.
Participou em inúmeras mostras coletivas, nomeadamente: Exposição 73, Sociedade Nacional de Belas Artes, 1973 (apresentou Jaz Morto e Arrefece, uma representação escultórica realista de um soldado morto com a farda da guerra colonial, inspirada no poema O Menino de Sua Mãe, de Fernando Pessoa); Alternativa Zero, Galeria Nacional de Arte Moderna, Belém, 1977 (apresentou Mulher–Terra–Mãe); XIV Bienal de S. Paulo, Brasil, 1977; Anos 60, anos de rutura: uma perspetiva da arte portuguesa nos anos sessenta, Lisboa 94, Capital Europeia da Cultura, Palácio Galveias, Lisboa, 1994; Clara Menéres está fortemente representada na exposição Pós-Pop – Fora do lugar-comum (Desvios da ‘pop’ em Portugal e Inglaterra, 1965-75), patente até 10 de Setembro de 2018 na Fundação Calouste Gulbenkian, Lisboa.
Entre as suas exposições individuais podem destacar-se: Galeria Borges, Aveiro, 1967; Galeria Divulgação, Porto, 1968; Galeria Nasoni, Porto, 1987; Loja do Desenho, Lisboa, 1988; Jadite Gallery, New York, 1990; CAVS-MIT, Cambridge Massachusetts, U.S.A., 1990; Cooperativa Árvore, Porto, 1991.
Morreu a 10 de maio de 2018, num hospital de Lisboa, onde se encontrava internada.

## Obra
Em 1977 realizou Mulher–Terra–Mãe, uma obra poderosamente simbólica (conotada com a Land Art) onde de alguma forma evocou o torso feminino de Courbet em A Origem do Mundo. Nesta obra hoje considerada unanimemente como uma obra fundamental nas diversas linguagens artísticas que, em Portugal, se reclamam do feminismo, Clara Menéres aliou a consciência política de género ao vocabulário da Arte pop internacional, numa explícita representação do sexo de uma mulher.
É ainda de sua autoria um conjunto escultórico intitulado A menina Amélia que vive na Rua do Almada, que apresentou para a conclusão da sua licenciatura em 1968, ou um Relicário (datado da década de 1970) que é uma das principais obras de arte erótica referidas nas antologias da especialidade e que precedeu a escultura Jaz morto e arrefece, obra de referência sobre a Guerra Colonial portuguesa em que representou de forma realista um soldado morto sobre um catafalco.
Na sua produção mais recente, Clara Menéres efetuou um desvio relativamente à sua produção anterior, privilegiando a temática religiosa; assinou criações para o santuário de Fátima (a jovem pastora Jacinta, em 2000, ou O Anjo da Paz, que em 2016 foi incluído no programa de celebração do centenário das aparições) e também para o Santuário do Sameiro, em Braga.
Ao longo de uma carreira de meio século, Clara Menéres criou, nas palavras de Vítor Serrão uma obra de forte carácter inventivo, em crescente tónus espiritual.

## Prémios e reconhecimentos
Ganhou em 1987 o Prémio de Escultura da IV Bienal Internacional de Vila Nova de Cerveira 
Em 2019, a sua obra integrou uma exposição da Fundação Calouste Gulbenkian, em Lisboa, intitulada As Mulheres na Colecção Moderna. De Sonia Delaunay a Ângela Ferreira 1916-2018, que reuniu mais de uma centena de obras de mulheres artistas, produzidas ao longo do último século em Portugal.
Foi homenageada, ao lado de outras artistas portuguesas, na exposição Tudo O Que Eu Quero, do Museu Calouste Gulbenkian, que fez parte da programação cultural da Presidência Portuguesa do Conselho da União Europeia, em 2021. 